# 13. Panzer-Division
13. Panzer-Division var en tysk division som bildades 1934 eller 1935 under kodnamnet Infanterieführer IV. Under Operation Barbarossa ingick divisionen i armégrupp Süd, under Operation Blå i armégrupp A.